# Dorothea af Danmark (1528-1575)
 Der er flere personer med dette navn, se Dorothea af Danmark.
Dorothea af Danmark (1528 - 1575) var en dansk prinsesse, der blev hertuginde af Mecklenburg.
Hun var kong Frederik 1. af Danmark og Norges yngste datter med Sophie af Pommern.

## Biografi
Efter faderens død voksede hun formodentlig op hos sine bedsteforældre i Pommern. Som voksen har hun dog levet ved det danske hof eller hos sin mor i Kiel. I 1548 ledsagede hun sin halvbror Christians datter Anna, da hun blev gift og flyttede til Sachsen.
Den 27. oktober 1573 giftede hun sig på Koldinghus med den 9 år yngre hertug Christoffer af Mecklenburg, biskop af Ratzeburg. Ægteskabet blev kortvarigt, da Dorothea døde allerede to år senere. Hun blev begravet i Güstrow domkirke, hvor hendes søster hertuginde Elisabeth af Mecklenburg-Güstrow opførte et monument over hendes grav.